# Johannes Berzl
Johannes Berzl (* 3. März 2000) ist ein deutscher Schauspieler.

## Leben

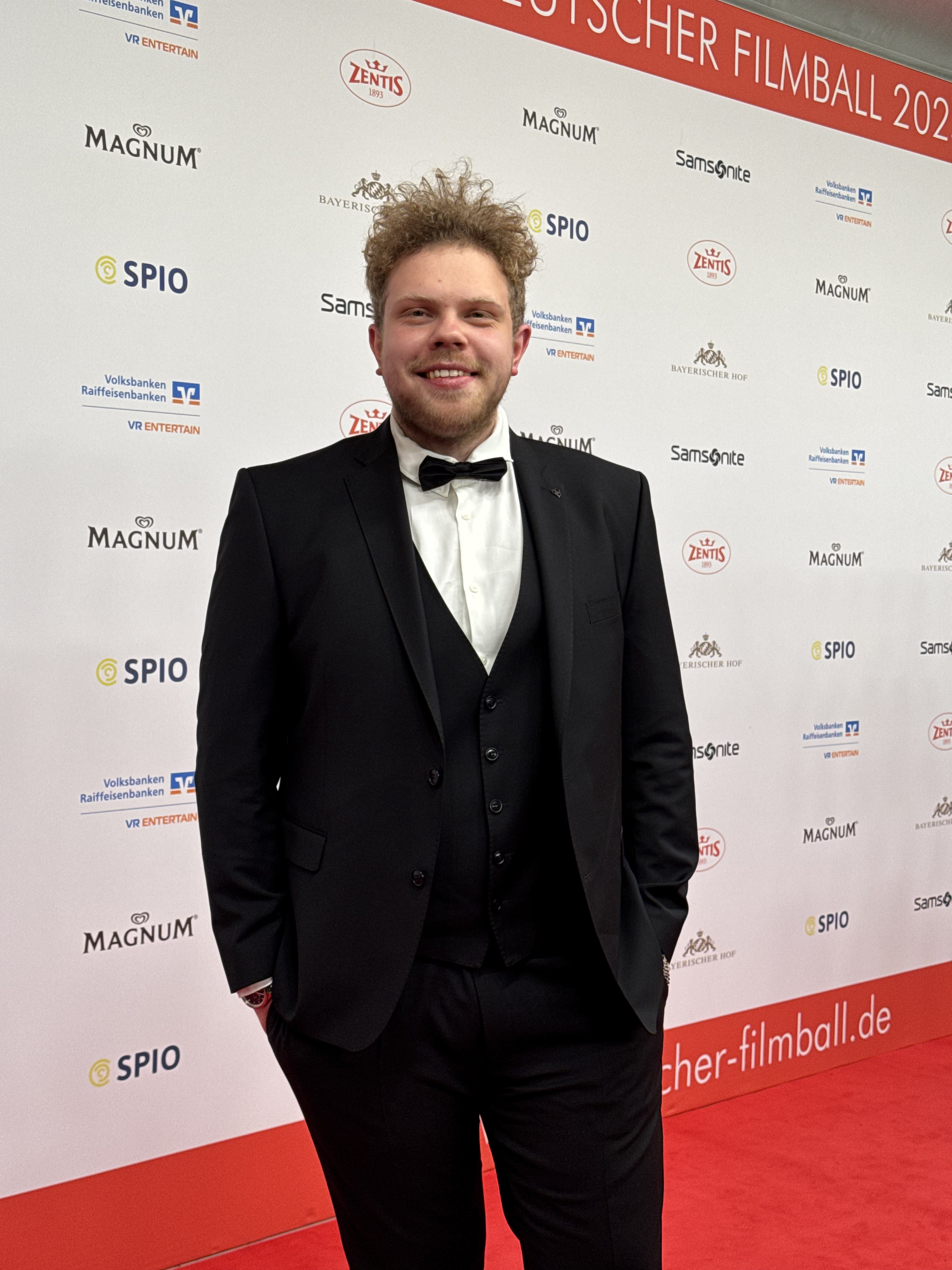
Berzl beim Deutschen Filmball 2025

Berzl stammt aus dem Landkreis Cham in der Oberpfalz, wo er in Rimbach aufwuchs und 2018 am Benedikt-Stattler-Gymnasium in Bad Kötzting das Abitur absolvierte.
Seine ersten Dreherfahrungen fürs Fernsehen sammelte er im Donnerstags-Krimi Die Bestatterin – Die unbekannte Tote. Darauf folgend stand er unter der Regie von Ed Herzog für Dreharbeiten zum Rita-Falk-Provinzkrimi Guglhupfgeschwader vor der Kamera, in dem er die Hauptrolle des Lotto-Otto übernahm.
Im Sommer 2023 drehte Berzl eine weitere Hauptrolle für Dem Himmel ganz nah, den vierten Spielfilm der Fernsehserie Hubert ohne Staller.
Berzl lebt in München.

## Filmografie
- 2019: Grau ist keine Farbe (Doku-Spielfilm)
- 2020: Die Bestatterin – Die unbekannte Tote (Fernsehfilm)
- 2021: Neu Geboren (Kurzfilm)
- 2021: Watzmann ermittelt (Fernsehserie)
- 2022: Frühling (Fernsehreihe)
- 2022: Guglhupfgeschwader (Kinofilm)
- 2023: Frühling (Fernsehreihe)
- 2023: Dem Himmel ganz nah (Fernsehfilm)
- 2024: Rote Rosen (Fernsehserie)
- 2024: Ein fast perfekter Antrag (Kinofilm)
- 2024: Alle Jahre wieder (Fernsehfilm)
- 2025: Himmel, Herrgott, Sakrament (Fernsehserie)
- 2025: Im Zeichen des Drachen (Kinofilm)
- 2025: München Mord (Fernsehreihe)
- 2025: Sehnsucht in Sangerhausen (Kinofilm)